# U 504 (Kriegsmarine)
De U 504 was een U-boot van de Duitse Kriegsmarine van het type IXC/40 tijdens de Tweede Wereldoorlog. 

## Ondergang
De U 504 werd tot zinken gebracht om 15:43 op 30 juli 1943 in het noorden van de Atlantische Oceaan nabij Kaap Ortegal in Spanje, in positie 45° 33′ 0″ NB, 10° 56′ 0″ WL door dieptebommen van vier Britse sloepen HMS Kite, HMS Woodpecker, HMS Wren en de HMS Wild Goose. Alle 53 manschappen kwamen om.

## Commandanten
- 30 Jul, 1941 - 5 Jan, 1943: KrvKpt. Hans-Georg Friedrich Poske (Ridderkruis)
- 6 Jan, 1943 - 30 Jul, 1943: KrvKpt. Wilhelm Luis (+)